# Pirton
Pirton is een civil parish in het bestuurlijke gebied North Hertfordshire, in het Engelse graafschap Hertfordshire. In 2011 telde het civil parish 1274 inwoners. Pirton komt in het Domesday Book (1086) voor als 'Peritone'.